# Afanasij Szemienkow
Afanasij Dmitrijewicz Szemienkow, Apanas Dzmitryjewicz Szamiankou (ros. Афанасий Дмитриевич Шеменков, biał. Апанас Дзмітрыевіч Шамянкоў, ur. 10 lutego?/22 lutego 1896 we wsi Hnilica (obecnie Lenino w rejonie krasnopolskim w obwodzie mohylewskim), zm. 8 marca 1972 w Moskwie) – radziecki generał porucznik, Bohater Związku Radzieckiego (1945).

## Życiorys
Był Białorusinem. Od sierpnia 1915 służył w rosyjskiej armii, brał udział w I wojnie światowej jako żołnierz lejb-gwardii pułku prieobrażenskiego. We wrześniu 1916 otrzymał miesiąc urlopu, po upływie którego nie powrócił jednak do pułku. Po rewolucji lutowej zgłosił się do wojskowego naczelnika miasta Czeryków i został skierowany do swojego oddziału, do którego dotarł na przełomie maja i czerwca 1917. Brał udział w czerwcowym natarciu w rejonie Tarnopola, gdzie został ranny i dostał się do niewoli. Przebywał w obozach jenieckich, w grudniu 1917 jako inwalida wojenny przybył do Piotrogrodu i w styczniu 1918 został zwolniony z armii. W marcu 1918 ochotniczo wstąpił do partyzanckiego oddziału górników rejonu makiejewskiego, który w maju wszedł w skład 1 kurskiego pułku piechoty. W styczniu 1919 ukończył kursy agitatorów i został agitatorem w powiatowym komisariacie wojskowym w Nowogrodzie Siewierskim (do maja 1919), w sierpniu 1919 ukończył kijowskie kursy piechoty i został dowódcą plutonu. Od października 1919 walczył w wojnie domowej w Rosji jako dowódca plutonu 2 Brygady Szkolnej 1 Dywizji Krasnouralskiej, we wrześniu 1920 został dowódcą kompanii i naczelnikiem szkoły pułkowej 9 pułku piechoty 1 Dywizji Krasnouralskiej. Uczestniczył w walkach na Froncie Południowym z wojskami Denikina i Wrangla.
Po zakończeniu wojny domowej do sierpnia 1925 dowodził plutonem w 44 szkole brygady 15 Dywizji Piechoty w Ukraińskim Okręgu Wojskowym, w 1923 skończył kursy wojskowo-polityczne Zarządu Politycznego Frontu Zachodniego, a w 1927 Kijowską Zjednoczoną Szkołę Wojskową. Służył na różnych stanowiskach w Kijowskim Okręgu Wojskowym, a w czerwcu 1938 objął dowództwo 69 Dywizji Piechoty na Dalekim Wschodzie, w 1941 ukończył kursy doskonalenia kadry dowódczej przy Akademii Wojskowej im. Frunzego i w kwietniu 1941 został szefem wydziału przysposobienia bojowego sztabu Środkowoazjatyckiego Okręgu Wojskowego. Od września 1941 uczestniczył w wojnie z Niemcami jako dowódca 314 Dywizji Piechoty Frontu Północno-Zachodniego, biorąc udział m.in. w walkach obronnych w rejonie Nowogrodu i Podporożja. Od listopada 1941 do czerwca 1942 był zastępcą dowódcy 7 Armii, walcząc między jeziorami Onega i Ładoga.
W 1942 skończył przyśpieszony kurs Wojskowej Akademii Sztabu Generalnego i został zastępcą dowódcy 4 Gwardyjskiego Korpusu Piechoty na Froncie Południowo-Zachodnim i później 3 Ukraińskim, w składzie którego walczył w bitwie pod Stalingradem, a w listopadzie 1943 objął dowództwo 57 Gwardyjskiej Dywizji Piechoty 3 Frontu Ukraińskiego i później 1 Frontu Białoruskiego. Dywizja pod jego dowództwem brała udział m.in. w odbiciu Nowego Bohu i Odessy, 20 lipca 1944 sforsowała Bug w rejonie Lubomla, a 1 sierpnia 1944 sforsowała Wisłę, po czym wzięła udział w wyzwalaniu Magnuszewa. Od sierpnia 1944 do kwietnia 1945 dowodził 29 Gwardyjskim Korpusem Piechoty na 1 Froncie Białoruskim, brał udział w walkach na terytorium Polski i Niemiec, m.in. w operacji berlińskiej, w tym w walkach o Neuruppin; w końcu kwietnia 1945 został dowódcą 9 Gwardyjskiego Korpusu Piechoty 1 Frontu Białoruskiego. 2 maja 1945 nad Łabą spotkał się z amerykańskimi wojskami. W 1945 otrzymał stopień generała porucznika. Po wojnie dowodził korpusami w Grupie Wojsk Radzieckich w Niemczech, w 1950 ukończył wyższe kursy akademickie przy Wojskowej Akademii Sztabu Generalnego, 1952-1953 był pomocnikiem dowódcy 6 Armii w Północnym Okręgu Wojskowym, następnie został zwolniony do rezerwy. Pochowano go na Cmentarzu Wwiedieńskim w Moskwie.

## Odznaczenia
- Złota Gwiazda Bohatera Związku Radzieckiego (6 kwietnia 1945)
- Order Lenina (dwukrotnie)
- Order Czerwonego Sztandaru (czterokrotnie)
- Order Suworowa II klasy
- Order Czerwonej Gwiazdy

I medale.